# 1986年のナショナルリーグチャンピオンシップシリーズ
1986年の野球において、メジャーリーグベースボール（MLB）のポストシーズンは10月7日に開幕した。ナショナルリーグの第18回リーグチャンピオンシップシリーズ（18th National League Championship Series、以下「リーグ優勝決定戦」と表記）は、翌8日から15日にかけて計6試合が開催された。その結果、ニューヨーク・メッツ（東地区）がヒューストン・アストロズ（西地区）を4勝2敗で下し、13年ぶり3回目のリーグ優勝およびワールドシリーズ進出を果たした。
両球団がリーグ優勝決定戦で対戦するのはこれが初めて。この年のレギュラーシーズンでは両球団は12試合対戦し、メッツが7勝5敗と勝ち越していた。今シリーズは第5戦・第6戦が2試合連続で延長戦となり、第5戦は12回裏にメッツがサヨナラ勝利、第6戦はメッツが16回表に3点を奪ったあと裏に2失点したものの逃げ切った。合計で延長イニング数は10にのぼり、延長戦なしで7試合を戦うより多くのイニングをこなしたことになる。また、第6戦は1試合のイニング数でポストシーズン最長記録を更新した。シリーズMVPには、第1戦と第4戦でいずれも完投勝利を挙げ、18.0イニングで防御率0.50・19奪三振・1与四球という成績を残したアストロズのマイク・スコットが選出された。メッツは、ワールドシリーズでもアメリカンリーグ王者ボストン・レッドソックスを4勝3敗で下し、17年ぶり2度目の優勝を成し遂げた。
当時、リーグ優勝決定戦の第1・2・6・7戦を本拠地で開催できる "ホームフィールド・アドバンテージ" は所属地区の持ち回りで決まっており、この年は本来であればナショナルリーグ東地区とアメリカンリーグ西地区の優勝球団に与えられるはずだった。しかし実際には、ナショナルリーグ西地区とアメリカンリーグ東地区の優勝球団がアドバンテージを得た。これは、アストロズの本拠地球場アストロドームが野球専用球場ではなく、アメリカンフットボールでも使用されるからである。今シリーズ第4戦開催予定日の10月12日、アストロドームではNFLのヒューストン・オイラーズが試合を行うことになっていたため、シリーズは第3～5戦の開催地をメッツの本拠地球場シェイ・スタジアムへ移さざるを得ず、アドバンテージ付与地区を入れ替えた。

## 試合結果
1986年のナショナルリーグ優勝決定戦は10月8日に開幕し、途中に移動日と雨天順延を挟んで8日間で6試合が行われた。日程・結果は以下の通り。
| 日付                                                 | 試合  | ビジター球団（先攻）     | スコア   | ホーム球団（後攻）       | 開催球場           | 開催球場                         |
| ---------------------------------------------------- | ----- | ------------------------ | -------- | ------------------------ | ------------------ | -------------------------------- |
| 10月08日（水）                                       | 第1戦 | ニューヨーク・メッツ     | 0－1     | ヒューストン・アストロズ | アストロドーム     | アストロドームシェイ・スタジアム |
| 10月09日（木）                                       | 第2戦 | ニューヨーク・メッツ     | 5－1     | ヒューストン・アストロズ | アストロドーム     | アストロドームシェイ・スタジアム |
| 10月10日（金）                                       |       | 移動日                   | 移動日   | 移動日                   |                    | アストロドームシェイ・スタジアム |
| 10月11日（土）                                       | 第3戦 | ヒューストン・アストロズ | 5－6x    | ニューヨーク・メッツ     | シェイ・スタジアム | アストロドームシェイ・スタジアム |
| 10月12日（日）                                       | 第4戦 | ヒューストン・アストロズ | 3－1     | ニューヨーク・メッツ     | シェイ・スタジアム | アストロドームシェイ・スタジアム |
| 10月13日（月）                                       | 第5戦 | 雨天順延                 | 雨天順延 | 雨天順延                 | シェイ・スタジアム | アストロドームシェイ・スタジアム |
| 10月14日（火）                                       | 第5戦 | ヒューストン・アストロズ | 1－2x    | ニューヨーク・メッツ     | シェイ・スタジアム | アストロドームシェイ・スタジアム |
| 10月15日（水）                                       | 第6戦 | ニューヨーク・メッツ     | 7－6     | ヒューストン・アストロズ | アストロドーム     | アストロドームシェイ・スタジアム |
| 優勝：ニューヨーク・メッツ（4勝2敗 / 13年ぶり3度目） |       |                          |          |                          |                    | アストロドームシェイ・スタジアム |

### 第1戦 10月8日
- アストロドーム（テキサス州ヒューストン）

|                          | 1 | 2 | 3 | 4 | 5 | 6 | 7 | 8 | 9 | R | H | E |
| ------------------------ | - | - | - | - | - | - | - | - | - | - | - | - |
| ニューヨーク・メッツ     | 0 | 0 | 0 | 0 | 0 | 0 | 0 | 0 | 0 | 0 | 5 | 0 |
| ヒューストン・アストロズ | 0 | 1 | 0 | 0 | 0 | 0 | 0 | 0 | X | 1 | 7 | 1 |

1. 勝利：マイク・スコット（1勝）
2. 敗戦：ドワイト・グッデン（1敗）
3. 本塁打
HOU：グレン・デービス1号ソロ
4. 審判
［球審］ダグ・ハーヴェイ
［塁審］一塁: リー・ウェイヤー、二塁: フランク・プーリ、三塁: ダッチ・レナート
［外審］左翼: ジョー・ウェスト、右翼: フレッド・ブロックランダー
5. 試合開始時刻: 中部夏時間（UTC-5）午後7時30分  試合時間: 2時間56分  観客: 4万4131人
詳細: Baseball-Reference.com

| ニューヨーク・メッツ | ニューヨーク・メッツ | ニューヨーク・メッツ | ニューヨーク・メッツ | ニューヨーク・メッツ                                                                                                 | ヒューストン・アストロズ | ヒューストン・アストロズ | ヒューストン・アストロズ | ヒューストン・アストロズ | ヒューストン・アストロズ                                                                                     |
| -------------------- | -------------------- | -------------------- | -------------------- | --- | ------------------------ | ------------------------ | ------------------------ | ------------------------ | --- |
| 打順                 | 守備                 | 選手                 | 打席                 | D・グッデンG・カーターK・ヘルナン · デスW・バックマンR・ナイトR・サンタナM・ウィルソンL・ダイクストラD・ストロベリー | 打順                     | 守備                     | 選手                     | 打席                     | M・スコットA・アシュビーG・デービスB・ドーランD・ウォー · リングC・レイノルズJ・クルーズB・ハッチャーK・バス |
| 1                    | 中                   | L・ダイクストラ      | 左                   | D・グッデンG・カーターK・ヘルナン · デスW・バックマンR・ナイトR・サンタナM・ウィルソンL・ダイクストラD・ストロベリー | 1                        | 中                       | B・ハッチャー            | 右                       | M・スコットA・アシュビーG・デービスB・ドーランD・ウォー · リングC・レイノルズJ・クルーズB・ハッチャーK・バス |
| 2                    | 二                   | W・バックマン        | 両                   | D・グッデンG・カーターK・ヘルナン · デスW・バックマンR・ナイトR・サンタナM・ウィルソンL・ダイクストラD・ストロベリー | 2                        | 二                       | B・ドーラン              | 両                       | M・スコットA・アシュビーG・デービスB・ドーランD・ウォー · リングC・レイノルズJ・クルーズB・ハッチャーK・バス |
| 3                    | 一                   | K・ヘルナンデス      | 左                   | D・グッデンG・カーターK・ヘルナン · デスW・バックマンR・ナイトR・サンタナM・ウィルソンL・ダイクストラD・ストロベリー | 3                        | 三                       | D・ウォーリング          | 左                       | M・スコットA・アシュビーG・デービスB・ドーランD・ウォー · リングC・レイノルズJ・クルーズB・ハッチャーK・バス |
| 4                    | 捕                   | G・カーター          | 右                   | D・グッデンG・カーターK・ヘルナン · デスW・バックマンR・ナイトR・サンタナM・ウィルソンL・ダイクストラD・ストロベリー | 4                        | 一                       | G・デービス              | 右                       | M・スコットA・アシュビーG・デービスB・ドーランD・ウォー · リングC・レイノルズJ・クルーズB・ハッチャーK・バス |
| 5                    | 右                   | D・ストロベリー      | 左                   | D・グッデンG・カーターK・ヘルナン · デスW・バックマンR・ナイトR・サンタナM・ウィルソンL・ダイクストラD・ストロベリー | 5                        | 右                       | K・バス                  | 両                       | M・スコットA・アシュビーG・デービスB・ドーランD・ウォー · リングC・レイノルズJ・クルーズB・ハッチャーK・バス |
| 6                    | 左                   | M・ウィルソン        | 両                   | D・グッデンG・カーターK・ヘルナン · デスW・バックマンR・ナイトR・サンタナM・ウィルソンL・ダイクストラD・ストロベリー | 6                        | 左                       | J・クルーズ              | 左                       | M・スコットA・アシュビーG・デービスB・ドーランD・ウォー · リングC・レイノルズJ・クルーズB・ハッチャーK・バス |
| 7                    | 三                   | R・ナイト            | 右                   | D・グッデンG・カーターK・ヘルナン · デスW・バックマンR・ナイトR・サンタナM・ウィルソンL・ダイクストラD・ストロベリー | 7                        | 捕                       | A・アシュビー            | 両                       | M・スコットA・アシュビーG・デービスB・ドーランD・ウォー · リングC・レイノルズJ・クルーズB・ハッチャーK・バス |
| 8                    | 遊                   | R・サンタナ          | 右                   | D・グッデンG・カーターK・ヘルナン · デスW・バックマンR・ナイトR・サンタナM・ウィルソンL・ダイクストラD・ストロベリー | 8                        | 遊                       | C・レイノルズ            | 左                       | M・スコットA・アシュビーG・デービスB・ドーランD・ウォー · リングC・レイノルズJ・クルーズB・ハッチャーK・バス |
| 9                    | 投                   | D・グッデン          | 右                   | D・グッデンG・カーターK・ヘルナン · デスW・バックマンR・ナイトR・サンタナM・ウィルソンL・ダイクストラD・ストロベリー | 9                        | 投                       | M・スコット              | 右                       | M・スコットA・アシュビーG・デービスB・ドーランD・ウォー · リングC・レイノルズJ・クルーズB・ハッチャーK・バス |
| 先発投手             | 先発投手             | 先発投手             | 投球                 | D・グッデンG・カーターK・ヘルナン · デスW・バックマンR・ナイトR・サンタナM・ウィルソンL・ダイクストラD・ストロベリー | 先発投手                 | 先発投手                 | 先発投手                 | 投球                     | M・スコットA・アシュビーG・デービスB・ドーランD・ウォー · リングC・レイノルズJ・クルーズB・ハッチャーK・バス |
| D・グッデン          | D・グッデン          | D・グッデン          | 右                   | D・グッデンG・カーターK・ヘルナン · デスW・バックマンR・ナイトR・サンタナM・ウィルソンL・ダイクストラD・ストロベリー | M・スコット              | M・スコット              | M・スコット              | 右                       | M・スコットA・アシュビーG・デービスB・ドーランD・ウォー · リングC・レイノルズJ・クルーズB・ハッチャーK・バス |

### 第2戦 10月9日
- アストロドーム（テキサス州ヒューストン）

|                          | 1 | 2 | 3 | 4 | 5 | 6 | 7 | 8 | 9 | R | H  | E |
| ------------------------ | - | - | - | - | - | - | - | - | - | - | -- | - |
| ニューヨーク・メッツ     | 0 | 0 | 0 | 2 | 3 | 0 | 0 | 0 | 0 | 5 | 10 | 0 |
| ヒューストン・アストロズ | 0 | 0 | 0 | 0 | 0 | 0 | 1 | 0 | 0 | 1 | 10 | 2 |

1. 勝利：ボブ・オヘーダ（1勝）
2. 敗戦：ノーラン・ライアン（1敗）
3. 審判
［球審］リー・ウェイヤー
［塁審］一塁: フランク・プーリ、二塁: ダッチ・レナート、三塁: ジョー・ウェスト
［外審］左翼: フレッド・ブロックランダー、右翼: ダグ・ハーヴェイ
4. 試合開始時刻: 中部夏時間（UTC-5）午後7時25分  試合時間: 2時間40分  観客: 4万4391人
詳細: Baseball-Reference.com

| ニューヨーク・メッツ | ニューヨーク・メッツ | ニューヨーク・メッツ | ニューヨーク・メッツ | ニューヨーク・メッツ                                                                                                 | ヒューストン・アストロズ | ヒューストン・アストロズ | ヒューストン・アストロズ | ヒューストン・アストロズ | ヒューストン・アストロズ                                                                        |
| -------------------- | -------------------- | -------------------- | -------------------- | --- | ------------------------ | ------------------------ | ------------------------ | ------------------------ | ----------------------------------------------------------------------------------------------- |
| 打順                 | 守備                 | 選手                 | 打席                 | B・オヘーダG・カーターK・ヘルナン · デスW・バックマンR・ナイトR・サンタナM・ウィルソンL・ダイクストラD・ストロベリー | 打順                     | 守備                     | 選手                     | 打席                     | N・ライアンA・アシュビーG・デービスB・ドーランP・ガーナーD・ソンJ・クルーズB・ハッチャーK・バス |
| 1                    | 中                   | L・ダイクストラ      | 左                   | B・オヘーダG・カーターK・ヘルナン · デスW・バックマンR・ナイトR・サンタナM・ウィルソンL・ダイクストラD・ストロベリー | 1                        | 中                       | B・ハッチャー            | 右                       | N・ライアンA・アシュビーG・デービスB・ドーランP・ガーナーD・ソンJ・クルーズB・ハッチャーK・バス |
| 2                    | 二                   | W・バックマン        | 両                   | B・オヘーダG・カーターK・ヘルナン · デスW・バックマンR・ナイトR・サンタナM・ウィルソンL・ダイクストラD・ストロベリー | 2                        | 二                       | B・ドーラン              | 両                       | N・ライアンA・アシュビーG・デービスB・ドーランP・ガーナーD・ソンJ・クルーズB・ハッチャーK・バス |
| 3                    | 一                   | K・ヘルナンデス      | 左                   | B・オヘーダG・カーターK・ヘルナン · デスW・バックマンR・ナイトR・サンタナM・ウィルソンL・ダイクストラD・ストロベリー | 3                        | 三                       | P・ガーナー              | 右                       | N・ライアンA・アシュビーG・デービスB・ドーランP・ガーナーD・ソンJ・クルーズB・ハッチャーK・バス |
| 4                    | 捕                   | G・カーター          | 右                   | B・オヘーダG・カーターK・ヘルナン · デスW・バックマンR・ナイトR・サンタナM・ウィルソンL・ダイクストラD・ストロベリー | 4                        | 一                       | G・デービス              | 右                       | N・ライアンA・アシュビーG・デービスB・ドーランP・ガーナーD・ソンJ・クルーズB・ハッチャーK・バス |
| 5                    | 右                   | D・ストロベリー      | 左                   | B・オヘーダG・カーターK・ヘルナン · デスW・バックマンR・ナイトR・サンタナM・ウィルソンL・ダイクストラD・ストロベリー | 5                        | 右                       | K・バス                  | 両                       | N・ライアンA・アシュビーG・デービスB・ドーランP・ガーナーD・ソンJ・クルーズB・ハッチャーK・バス |
| 6                    | 左                   | M・ウィルソン        | 両                   | B・オヘーダG・カーターK・ヘルナン · デスW・バックマンR・ナイトR・サンタナM・ウィルソンL・ダイクストラD・ストロベリー | 6                        | 左                       | J・クルーズ              | 左                       | N・ライアンA・アシュビーG・デービスB・ドーランP・ガーナーD・ソンJ・クルーズB・ハッチャーK・バス |
| 7                    | 三                   | R・ナイト            | 右                   | B・オヘーダG・カーターK・ヘルナン · デスW・バックマンR・ナイトR・サンタナM・ウィルソンL・ダイクストラD・ストロベリー | 7                        | 捕                       | A・アシュビー            | 両                       | N・ライアンA・アシュビーG・デービスB・ドーランP・ガーナーD・ソンJ・クルーズB・ハッチャーK・バス |
| 8                    | 遊                   | R・サンタナ          | 右                   | B・オヘーダG・カーターK・ヘルナン · デスW・バックマンR・ナイトR・サンタナM・ウィルソンL・ダイクストラD・ストロベリー | 8                        | 遊                       | D・ソン                  | 右                       | N・ライアンA・アシュビーG・デービスB・ドーランP・ガーナーD・ソンJ・クルーズB・ハッチャーK・バス |
| 9                    | 投                   | B・オヘーダ          | 左                   | B・オヘーダG・カーターK・ヘルナン · デスW・バックマンR・ナイトR・サンタナM・ウィルソンL・ダイクストラD・ストロベリー | 9                        | 投                       | N・ライアン              | 右                       | N・ライアンA・アシュビーG・デービスB・ドーランP・ガーナーD・ソンJ・クルーズB・ハッチャーK・バス |
| 先発投手             | 先発投手             | 先発投手             | 投球                 | B・オヘーダG・カーターK・ヘルナン · デスW・バックマンR・ナイトR・サンタナM・ウィルソンL・ダイクストラD・ストロベリー | 先発投手                 | 先発投手                 | 先発投手                 | 投球                     | N・ライアンA・アシュビーG・デービスB・ドーランP・ガーナーD・ソンJ・クルーズB・ハッチャーK・バス |
| B・オヘーダ          | B・オヘーダ          | B・オヘーダ          | 左                   | B・オヘーダG・カーターK・ヘルナン · デスW・バックマンR・ナイトR・サンタナM・ウィルソンL・ダイクストラD・ストロベリー | N・ライアン              | N・ライアン              | N・ライアン              | 右                       | N・ライアンA・アシュビーG・デービスB・ドーランP・ガーナーD・ソンJ・クルーズB・ハッチャーK・バス |

### 第3戦 10月11日
- シェイ・スタジアム（ニューヨーク州ニューヨーク市クイーンズ区）

|                          | 1 | 2 | 3 | 4 | 5 | 6 | 7 | 8 | 9  | R | H  | E |
| ------------------------ | - | - | - | - | - | - | - | - | -- | - | -- | - |
| ヒューストン・アストロズ | 2 | 2 | 0 | 0 | 0 | 0 | 1 | 0 | 0  | 5 | 8  | 1 |
| ニューヨーク・メッツ     | 0 | 0 | 0 | 0 | 0 | 4 | 0 | 0 | 2x | 6 | 10 | 1 |

1. 勝利：ジェシー・オロスコ（1勝）
2. 敗戦：デーブ・スミス（1敗）
3. 本塁打
HOU：ビル・ドーラン1号2ラン
NYM：ダリル・ストロベリー1号3ラン、レニー・ダイクストラ1号2ラン
4. 審判
［球審］フランク・プーリ
［塁審］一塁: ダッチ・レナート、二塁: ジョー・ウェスト、三塁: フレッド・ブロックランダー
［外審］左翼: ダグ・ハーヴェイ、右翼: リー・ウェイヤー
5. 試合開始時刻: 東部夏時間（UTC-4）午後0時20分  試合時間: 2時間55分  観客: 5万5052人
詳細: Baseball-Reference.com

| ヒューストン・アストロズ | ヒューストン・アストロズ | ヒューストン・アストロズ | ヒューストン・アストロズ | ヒューストン・アストロズ                                                                                     | ニューヨーク・メッツ | ニューヨーク・メッツ | ニューヨーク・メッツ | ニューヨーク・メッツ | ニューヨーク・メッツ                                                                                               |
| ------------------------ | ------------------------ | ------------------------ | ------------------------ | --- | -------------------- | -------------------- | -------------------- | -------------------- | --- |
| 打順                     | 守備                     | 選手                     | 打席                     | B・ネッパーA・アシュビーG・デービスB・ドーランD・ウォー · リングC・レイノルズJ・クルーズB・ハッチャーK・バス | 打順                 | 守備                 | 選手                 | 打席                 | R・ダーリングG・カーターK・ヘルナン · デスT・タフェルR・ナイトR・サンタナK・ミッチェルM・ウィルソンD・ストロベリー |
| 1                        | 二                       | B・ドーラン              | 両                       | B・ネッパーA・アシュビーG・デービスB・ドーランD・ウォー · リングC・レイノルズJ・クルーズB・ハッチャーK・バス | 1                    | 中                   | M・ウィルソン        | 両                   | R・ダーリングG・カーターK・ヘルナン · デスT・タフェルR・ナイトR・サンタナK・ミッチェルM・ウィルソンD・ストロベリー |
| 2                        | 中                       | B・ハッチャー            | 右                       | B・ネッパーA・アシュビーG・デービスB・ドーランD・ウォー · リングC・レイノルズJ・クルーズB・ハッチャーK・バス | 2                    | 左                   | K・ミッチェル        | 右                   | R・ダーリングG・カーターK・ヘルナン · デスT・タフェルR・ナイトR・サンタナK・ミッチェルM・ウィルソンD・ストロベリー |
| 3                        | 三                       | D・ウォーリング          | 左                       | B・ネッパーA・アシュビーG・デービスB・ドーランD・ウォー · リングC・レイノルズJ・クルーズB・ハッチャーK・バス | 3                    | 一                   | K・ヘルナンデス      | 左                   | R・ダーリングG・カーターK・ヘルナン · デスT・タフェルR・ナイトR・サンタナK・ミッチェルM・ウィルソンD・ストロベリー |
| 4                        | 一                       | G・デービス              | 右                       | B・ネッパーA・アシュビーG・デービスB・ドーランD・ウォー · リングC・レイノルズJ・クルーズB・ハッチャーK・バス | 4                    | 捕                   | G・カーター          | 右                   | R・ダーリングG・カーターK・ヘルナン · デスT・タフェルR・ナイトR・サンタナK・ミッチェルM・ウィルソンD・ストロベリー |
| 5                        | 右                       | K・バス                  | 両                       | B・ネッパーA・アシュビーG・デービスB・ドーランD・ウォー · リングC・レイノルズJ・クルーズB・ハッチャーK・バス | 5                    | 右                   | D・ストロベリー      | 左                   | R・ダーリングG・カーターK・ヘルナン · デスT・タフェルR・ナイトR・サンタナK・ミッチェルM・ウィルソンD・ストロベリー |
| 6                        | 左                       | J・クルーズ              | 左                       | B・ネッパーA・アシュビーG・デービスB・ドーランD・ウォー · リングC・レイノルズJ・クルーズB・ハッチャーK・バス | 6                    | 三                   | R・ナイト            | 右                   | R・ダーリングG・カーターK・ヘルナン · デスT・タフェルR・ナイトR・サンタナK・ミッチェルM・ウィルソンD・ストロベリー |
| 7                        | 捕                       | A・アシュビー            | 両                       | B・ネッパーA・アシュビーG・デービスB・ドーランD・ウォー · リングC・レイノルズJ・クルーズB・ハッチャーK・バス | 7                    | 二                   | T・タフェル          | 右                   | R・ダーリングG・カーターK・ヘルナン · デスT・タフェルR・ナイトR・サンタナK・ミッチェルM・ウィルソンD・ストロベリー |
| 8                        | 遊                       | C・レイノルズ            | 左                       | B・ネッパーA・アシュビーG・デービスB・ドーランD・ウォー · リングC・レイノルズJ・クルーズB・ハッチャーK・バス | 8                    | 遊                   | R・サンタナ          | 右                   | R・ダーリングG・カーターK・ヘルナン · デスT・タフェルR・ナイトR・サンタナK・ミッチェルM・ウィルソンD・ストロベリー |
| 9                        | 投                       | B・ネッパー              | 左                       | B・ネッパーA・アシュビーG・デービスB・ドーランD・ウォー · リングC・レイノルズJ・クルーズB・ハッチャーK・バス | 9                    | 投                   | R・ダーリング        | 右                   | R・ダーリングG・カーターK・ヘルナン · デスT・タフェルR・ナイトR・サンタナK・ミッチェルM・ウィルソンD・ストロベリー |
| 先発投手                 | 先発投手                 | 先発投手                 | 投球                     | B・ネッパーA・アシュビーG・デービスB・ドーランD・ウォー · リングC・レイノルズJ・クルーズB・ハッチャーK・バス | 先発投手             | 先発投手             | 先発投手             | 投球                 | R・ダーリングG・カーターK・ヘルナン · デスT・タフェルR・ナイトR・サンタナK・ミッチェルM・ウィルソンD・ストロベリー |
| B・ネッパー              | B・ネッパー              | B・ネッパー              | 左                       | B・ネッパーA・アシュビーG・デービスB・ドーランD・ウォー · リングC・レイノルズJ・クルーズB・ハッチャーK・バス | R・ダーリング        | R・ダーリング        | R・ダーリング        | 右                   | R・ダーリングG・カーターK・ヘルナン · デスT・タフェルR・ナイトR・サンタナK・ミッチェルM・ウィルソンD・ストロベリー |

### 第4戦 10月12日
- シェイ・スタジアム（ニューヨーク州ニューヨーク市クイーンズ区）

|                          | 1 | 2 | 3 | 4 | 5 | 6 | 7 | 8 | 9 | R | H | E |
| ------------------------ | - | - | - | - | - | - | - | - | - | - | - | - |
| ヒューストン・アストロズ | 0 | 2 | 0 | 0 | 1 | 0 | 0 | 0 | 0 | 3 | 4 | 1 |
| ニューヨーク・メッツ     | 0 | 0 | 0 | 0 | 0 | 0 | 0 | 1 | 0 | 1 | 3 | 0 |

1. 勝利：マイク・スコット（2勝）
2. 敗戦：シド・フェルナンデス（1敗）
3. 本塁打
HOU：アラン・アシュビー1号2ラン、ディッキー・ソン1号ソロ
4. 審判
［球審］ダッチ・レナート
［塁審］一塁: ジョー・ウェスト、二塁: フレッド・ブロックランダー、三塁: ダグ・ハーヴェイ
［外審］左翼: リー・ウェイヤー、右翼: フランク・プーリ
5. 試合開始時刻: 東部夏時間（UTC-4）午後8時20分  試合時間: 2時間23分  観客: 5万5038人
詳細: Baseball-Reference.com

| ヒューストン・アストロズ | ヒューストン・アストロズ | ヒューストン・アストロズ | ヒューストン・アストロズ | ヒューストン・アストロズ                                                                        | ニューヨーク・メッツ | ニューヨーク・メッツ | ニューヨーク・メッツ | ニューヨーク・メッツ | ニューヨーク・メッツ |
| ------------------------ | ------------------------ | ------------------------ | ------------------------ | ----------------------------------------------------------------------------------------------- | -------------------- | -------------------- | -------------------- | -------------------- | --- |
| 打順                     | 守備                     | 選手                     | 打席                     | M・スコットA・アシュビーG・デービスB・ドーランP・ガーナーD・ソンJ・クルーズB・ハッチャーK・バス | 打順                 | 守備                 | 選手                 | 打席                 | S・フェルナンデスG・カーターK・ヘルナン · デスW・バックマンR・ナイトR・サンタナM・ウィルソンL・ダイクストラD・ストロベリー |
| 1                        | 二                       | B・ドーラン              | 両                       | M・スコットA・アシュビーG・デービスB・ドーランP・ガーナーD・ソンJ・クルーズB・ハッチャーK・バス | 1                    | 中                   | L・ダイクストラ      | 左                   | S・フェルナンデスG・カーターK・ヘルナン · デスW・バックマンR・ナイトR・サンタナM・ウィルソンL・ダイクストラD・ストロベリー |
| 2                        | 中                       | B・ハッチャー            | 右                       | M・スコットA・アシュビーG・デービスB・ドーランP・ガーナーD・ソンJ・クルーズB・ハッチャーK・バス | 2                    | 二                   | W・バックマン        | 両                   | S・フェルナンデスG・カーターK・ヘルナン · デスW・バックマンR・ナイトR・サンタナM・ウィルソンL・ダイクストラD・ストロベリー |
| 3                        | 三                       | P・ガーナー              | 右                       | M・スコットA・アシュビーG・デービスB・ドーランP・ガーナーD・ソンJ・クルーズB・ハッチャーK・バス | 3                    | 一                   | K・ヘルナンデス      | 左                   | S・フェルナンデスG・カーターK・ヘルナン · デスW・バックマンR・ナイトR・サンタナM・ウィルソンL・ダイクストラD・ストロベリー |
| 4                        | 一                       | G・デービス              | 右                       | M・スコットA・アシュビーG・デービスB・ドーランP・ガーナーD・ソンJ・クルーズB・ハッチャーK・バス | 4                    | 捕                   | G・カーター          | 右                   | S・フェルナンデスG・カーターK・ヘルナン · デスW・バックマンR・ナイトR・サンタナM・ウィルソンL・ダイクストラD・ストロベリー |
| 5                        | 右                       | K・バス                  | 両                       | M・スコットA・アシュビーG・デービスB・ドーランP・ガーナーD・ソンJ・クルーズB・ハッチャーK・バス | 5                    | 右                   | D・ストロベリー      | 左                   | S・フェルナンデスG・カーターK・ヘルナン · デスW・バックマンR・ナイトR・サンタナM・ウィルソンL・ダイクストラD・ストロベリー |
| 6                        | 左                       | J・クルーズ              | 左                       | M・スコットA・アシュビーG・デービスB・ドーランP・ガーナーD・ソンJ・クルーズB・ハッチャーK・バス | 6                    | 左                   | M・ウィルソン        | 両                   | S・フェルナンデスG・カーターK・ヘルナン · デスW・バックマンR・ナイトR・サンタナM・ウィルソンL・ダイクストラD・ストロベリー |
| 7                        | 捕                       | A・アシュビー            | 両                       | M・スコットA・アシュビーG・デービスB・ドーランP・ガーナーD・ソンJ・クルーズB・ハッチャーK・バス | 7                    | 三                   | R・ナイト            | 右                   | S・フェルナンデスG・カーターK・ヘルナン · デスW・バックマンR・ナイトR・サンタナM・ウィルソンL・ダイクストラD・ストロベリー |
| 8                        | 遊                       | D・ソン                  | 右                       | M・スコットA・アシュビーG・デービスB・ドーランP・ガーナーD・ソンJ・クルーズB・ハッチャーK・バス | 8                    | 遊                   | R・サンタナ          | 右                   | S・フェルナンデスG・カーターK・ヘルナン · デスW・バックマンR・ナイトR・サンタナM・ウィルソンL・ダイクストラD・ストロベリー |
| 9                        | 投                       | M・スコット              | 右                       | M・スコットA・アシュビーG・デービスB・ドーランP・ガーナーD・ソンJ・クルーズB・ハッチャーK・バス | 9                    | 投                   | S・フェルナンデス    | 左                   | S・フェルナンデスG・カーターK・ヘルナン · デスW・バックマンR・ナイトR・サンタナM・ウィルソンL・ダイクストラD・ストロベリー |
| 先発投手                 | 先発投手                 | 先発投手                 | 投球                     | M・スコットA・アシュビーG・デービスB・ドーランP・ガーナーD・ソンJ・クルーズB・ハッチャーK・バス | 先発投手             | 先発投手             | 先発投手             | 投球                 | S・フェルナンデスG・カーターK・ヘルナン · デスW・バックマンR・ナイトR・サンタナM・ウィルソンL・ダイクストラD・ストロベリー |
| M・スコット              | M・スコット              | M・スコット              | 右                       | M・スコットA・アシュビーG・デービスB・ドーランP・ガーナーD・ソンJ・クルーズB・ハッチャーK・バス | S・フェルナンデス    | S・フェルナンデス    | S・フェルナンデス    | 左                   | S・フェルナンデスG・カーターK・ヘルナン · デスW・バックマンR・ナイトR・サンタナM・ウィルソンL・ダイクストラD・ストロベリー |

### 第5戦 10月14日
- シェイ・スタジアム（ニューヨーク州ニューヨーク市クイーンズ区）

|                          | 1 | 2 | 3 | 4 | 5 | 6 | 7 | 8 | 9 | 10 | 11 | 12 | R | H | E |
| ------------------------ | - | - | - | - | - | - | - | - | - | -- | -- | -- | - | - | - |
| ヒューストン・アストロズ | 0 | 0 | 0 | 0 | 1 | 0 | 0 | 0 | 0 | 0  | 0  | 0  | 1 | 9 | 1 |
| ニューヨーク・メッツ     | 0 | 0 | 0 | 0 | 1 | 0 | 0 | 0 | 0 | 0  | 0  | 1x | 2 | 4 | 0 |

1. 勝利：ジェシー・オロスコ（2勝）
2. 敗戦：チャーリー・カーフェルド（1敗）
3. 本塁打
NYM：ダリル・ストロベリー2号ソロ
4. 審判
［球審］ジョー・ウェスト
［塁審］一塁: フレッド・ブロックランダー、二塁: ダグ・ハーヴェイ、三塁: リー・ウェイヤー
［外審］左翼: フランク・プーリ、右翼: ダッチ・レナート
5. 試合開始時刻: 東部夏時間（UTC-4）午後1時30分  試合時間: 3時間45分  観客: 5万4986人
詳細: Baseball-Reference.com

| ヒューストン・アストロズ | ヒューストン・アストロズ | ヒューストン・アストロズ | ヒューストン・アストロズ | ヒューストン・アストロズ                                                                                     | ニューヨーク・メッツ | ニューヨーク・メッツ | ニューヨーク・メッツ | ニューヨーク・メッツ | ニューヨーク・メッツ                                                                                                 |
| ------------------------ | ------------------------ | ------------------------ | ------------------------ | --- | -------------------- | -------------------- | -------------------- | -------------------- | --- |
| 打順                     | 守備                     | 選手                     | 打席                     | N・ライアンA・アシュビーG・デービスB・ドーランD・ウォー · リングC・レイノルズJ・クルーズB・ハッチャーK・バス | 打順                 | 守備                 | 選手                 | 打席                 | D・グッデンG・カーターK・ヘルナン · デスW・バックマンR・ナイトR・サンタナM・ウィルソンL・ダイクストラD・ストロベリー |
| 1                        | 二                       | B・ドーラン              | 両                       | N・ライアンA・アシュビーG・デービスB・ドーランD・ウォー · リングC・レイノルズJ・クルーズB・ハッチャーK・バス | 1                    | 中                   | L・ダイクストラ      | 左                   | D・グッデンG・カーターK・ヘルナン · デスW・バックマンR・ナイトR・サンタナM・ウィルソンL・ダイクストラD・ストロベリー |
| 2                        | 中                       | B・ハッチャー            | 右                       | N・ライアンA・アシュビーG・デービスB・ドーランD・ウォー · リングC・レイノルズJ・クルーズB・ハッチャーK・バス | 2                    | 二                   | W・バックマン        | 両                   | D・グッデンG・カーターK・ヘルナン · デスW・バックマンR・ナイトR・サンタナM・ウィルソンL・ダイクストラD・ストロベリー |
| 3                        | 三                       | D・ウォーリング          | 左                       | N・ライアンA・アシュビーG・デービスB・ドーランD・ウォー · リングC・レイノルズJ・クルーズB・ハッチャーK・バス | 3                    | 一                   | K・ヘルナンデス      | 左                   | D・グッデンG・カーターK・ヘルナン · デスW・バックマンR・ナイトR・サンタナM・ウィルソンL・ダイクストラD・ストロベリー |
| 4                        | 一                       | G・デービス              | 右                       | N・ライアンA・アシュビーG・デービスB・ドーランD・ウォー · リングC・レイノルズJ・クルーズB・ハッチャーK・バス | 4                    | 捕                   | G・カーター          | 右                   | D・グッデンG・カーターK・ヘルナン · デスW・バックマンR・ナイトR・サンタナM・ウィルソンL・ダイクストラD・ストロベリー |
| 5                        | 右                       | K・バス                  | 両                       | N・ライアンA・アシュビーG・デービスB・ドーランD・ウォー · リングC・レイノルズJ・クルーズB・ハッチャーK・バス | 5                    | 右                   | D・ストロベリー      | 左                   | D・グッデンG・カーターK・ヘルナン · デスW・バックマンR・ナイトR・サンタナM・ウィルソンL・ダイクストラD・ストロベリー |
| 6                        | 左                       | J・クルーズ              | 左                       | N・ライアンA・アシュビーG・デービスB・ドーランD・ウォー · リングC・レイノルズJ・クルーズB・ハッチャーK・バス | 6                    | 左                   | M・ウィルソン        | 両                   | D・グッデンG・カーターK・ヘルナン · デスW・バックマンR・ナイトR・サンタナM・ウィルソンL・ダイクストラD・ストロベリー |
| 7                        | 捕                       | A・アシュビー            | 両                       | N・ライアンA・アシュビーG・デービスB・ドーランD・ウォー · リングC・レイノルズJ・クルーズB・ハッチャーK・バス | 7                    | 三                   | R・ナイト            | 右                   | D・グッデンG・カーターK・ヘルナン · デスW・バックマンR・ナイトR・サンタナM・ウィルソンL・ダイクストラD・ストロベリー |
| 8                        | 遊                       | C・レイノルズ            | 左                       | N・ライアンA・アシュビーG・デービスB・ドーランD・ウォー · リングC・レイノルズJ・クルーズB・ハッチャーK・バス | 8                    | 遊                   | R・サンタナ          | 右                   | D・グッデンG・カーターK・ヘルナン · デスW・バックマンR・ナイトR・サンタナM・ウィルソンL・ダイクストラD・ストロベリー |
| 9                        | 投                       | N・ライアン              | 右                       | N・ライアンA・アシュビーG・デービスB・ドーランD・ウォー · リングC・レイノルズJ・クルーズB・ハッチャーK・バス | 9                    | 投                   | D・グッデン          | 右                   | D・グッデンG・カーターK・ヘルナン · デスW・バックマンR・ナイトR・サンタナM・ウィルソンL・ダイクストラD・ストロベリー |
| 先発投手                 | 先発投手                 | 先発投手                 | 投球                     | N・ライアンA・アシュビーG・デービスB・ドーランD・ウォー · リングC・レイノルズJ・クルーズB・ハッチャーK・バス | 先発投手             | 先発投手             | 先発投手             | 投球                 | D・グッデンG・カーターK・ヘルナン · デスW・バックマンR・ナイトR・サンタナM・ウィルソンL・ダイクストラD・ストロベリー |
| N・ライアン              | N・ライアン              | N・ライアン              | 右                       | N・ライアンA・アシュビーG・デービスB・ドーランD・ウォー · リングC・レイノルズJ・クルーズB・ハッチャーK・バス | D・グッデン          | D・グッデン          | D・グッデン          | 右                   | D・グッデンG・カーターK・ヘルナン · デスW・バックマンR・ナイトR・サンタナM・ウィルソンL・ダイクストラD・ストロベリー |

### 第6戦 10月15日
- アストロドーム（テキサス州ヒューストン）

|                          | 1 | 2 | 3 | 4 | 5 | 6 | 7 | 8 | 9 | 10 | 11 | 12 | 13 | 14 | 15 | 16 | R | H  | E |
| ------------------------ | - | - | - | - | - | - | - | - | - | -- | -- | -- | -- | -- | -- | -- | - | -- | - |
| ニューヨーク・メッツ     | 0 | 0 | 0 | 0 | 0 | 0 | 0 | 0 | 3 | 0  | 0  | 0  | 0  | 1  | 0  | 3  | 7 | 11 | 0 |
| ヒューストン・アストロズ | 3 | 0 | 0 | 0 | 0 | 0 | 0 | 0 | 0 | 0  | 0  | 0  | 0  | 1  | 0  | 2  | 6 | 11 | 1 |

1. 勝利：ジェシー・オロスコ（3勝）
2. 敗戦：アウレリオ・ロペス（1敗）
3. 本塁打
HOU：ビリー・ハッチャー1号ソロ
4. 審判
［球審］フレッド・ブロックランダー
［塁審］一塁: ダグ・ハーヴェイ、二塁: リー・ウェイヤー、三塁: フランク・プーリ
［外審］左翼: ダッチ・レナート、右翼: ジョー・ウェスト
5. 昼間試合  試合時間: 4時間42分  観客: 4万5718人
詳細: Baseball-Reference.com

| ニューヨーク・メッツ | ニューヨーク・メッツ | ニューヨーク・メッツ | ニューヨーク・メッツ | ニューヨーク・メッツ                                                                                             | ヒューストン・アストロズ | ヒューストン・アストロズ | ヒューストン・アストロズ | ヒューストン・アストロズ | ヒューストン・アストロズ                                                                        |
| -------------------- | -------------------- | -------------------- | -------------------- | --- | ------------------------ | ------------------------ | ------------------------ | ------------------------ | ----------------------------------------------------------------------------------------------- |
| 打順                 | 守備                 | 選手                 | 打席                 | B・オヘーダG・カーターK・ヘルナン · デスT・タフェルR・ナイトR・サンタナK・ミッチェルM・ウィルソンD・ストロベリー | 打順                     | 守備                     | 選手                     | 打席                     | B・ネッパーA・アシュビーG・デービスB・ドーランP・ガーナーD・ソンJ・クルーズB・ハッチャーK・バス |
| 1                    | 中                   | M・ウィルソン        | 両                   | B・オヘーダG・カーターK・ヘルナン · デスT・タフェルR・ナイトR・サンタナK・ミッチェルM・ウィルソンD・ストロベリー | 1                        | 二                       | B・ドーラン              | 両                       | B・ネッパーA・アシュビーG・デービスB・ドーランP・ガーナーD・ソンJ・クルーズB・ハッチャーK・バス |
| 2                    | 左                   | K・ミッチェル        | 右                   | B・オヘーダG・カーターK・ヘルナン · デスT・タフェルR・ナイトR・サンタナK・ミッチェルM・ウィルソンD・ストロベリー | 2                        | 中                       | B・ハッチャー            | 右                       | B・ネッパーA・アシュビーG・デービスB・ドーランP・ガーナーD・ソンJ・クルーズB・ハッチャーK・バス |
| 3                    | 一                   | K・ヘルナンデス      | 左                   | B・オヘーダG・カーターK・ヘルナン · デスT・タフェルR・ナイトR・サンタナK・ミッチェルM・ウィルソンD・ストロベリー | 3                        | 三                       | P・ガーナー              | 右                       | B・ネッパーA・アシュビーG・デービスB・ドーランP・ガーナーD・ソンJ・クルーズB・ハッチャーK・バス |
| 4                    | 捕                   | G・カーター          | 右                   | B・オヘーダG・カーターK・ヘルナン · デスT・タフェルR・ナイトR・サンタナK・ミッチェルM・ウィルソンD・ストロベリー | 4                        | 一                       | G・デービス              | 右                       | B・ネッパーA・アシュビーG・デービスB・ドーランP・ガーナーD・ソンJ・クルーズB・ハッチャーK・バス |
| 5                    | 右                   | D・ストロベリー      | 左                   | B・オヘーダG・カーターK・ヘルナン · デスT・タフェルR・ナイトR・サンタナK・ミッチェルM・ウィルソンD・ストロベリー | 5                        | 右                       | K・バス                  | 両                       | B・ネッパーA・アシュビーG・デービスB・ドーランP・ガーナーD・ソンJ・クルーズB・ハッチャーK・バス |
| 6                    | 三                   | R・ナイト            | 右                   | B・オヘーダG・カーターK・ヘルナン · デスT・タフェルR・ナイトR・サンタナK・ミッチェルM・ウィルソンD・ストロベリー | 6                        | 左                       | J・クルーズ              | 左                       | B・ネッパーA・アシュビーG・デービスB・ドーランP・ガーナーD・ソンJ・クルーズB・ハッチャーK・バス |
| 7                    | 二                   | T・タフェル          | 右                   | B・オヘーダG・カーターK・ヘルナン · デスT・タフェルR・ナイトR・サンタナK・ミッチェルM・ウィルソンD・ストロベリー | 7                        | 捕                       | A・アシュビー            | 両                       | B・ネッパーA・アシュビーG・デービスB・ドーランP・ガーナーD・ソンJ・クルーズB・ハッチャーK・バス |
| 8                    | 遊                   | R・サンタナ          | 右                   | B・オヘーダG・カーターK・ヘルナン · デスT・タフェルR・ナイトR・サンタナK・ミッチェルM・ウィルソンD・ストロベリー | 8                        | 遊                       | D・ソン                  | 右                       | B・ネッパーA・アシュビーG・デービスB・ドーランP・ガーナーD・ソンJ・クルーズB・ハッチャーK・バス |
| 9                    | 投                   | B・オヘーダ          | 左                   | B・オヘーダG・カーターK・ヘルナン · デスT・タフェルR・ナイトR・サンタナK・ミッチェルM・ウィルソンD・ストロベリー | 9                        | 投                       | B・ネッパー              | 左                       | B・ネッパーA・アシュビーG・デービスB・ドーランP・ガーナーD・ソンJ・クルーズB・ハッチャーK・バス |
| 先発投手             | 先発投手             | 先発投手             | 投球                 | B・オヘーダG・カーターK・ヘルナン · デスT・タフェルR・ナイトR・サンタナK・ミッチェルM・ウィルソンD・ストロベリー | 先発投手                 | 先発投手                 | 先発投手                 | 投球                     | B・ネッパーA・アシュビーG・デービスB・ドーランP・ガーナーD・ソンJ・クルーズB・ハッチャーK・バス |
| B・オヘーダ          | B・オヘーダ          | B・オヘーダ          | 左                   | B・オヘーダG・カーターK・ヘルナン · デスT・タフェルR・ナイトR・サンタナK・ミッチェルM・ウィルソンD・ストロベリー | B・ネッパー              | B・ネッパー              | B・ネッパー              | 左                       | B・ネッパーA・アシュビーG・デービスB・ドーランP・ガーナーD・ソンJ・クルーズB・ハッチャーK・バス |

## 評価
『ハードボール・タイムズ』のクリス・ジャフは2011年10月、歴代のポストシーズン各シリーズについて、面白さの数値化を試みた。「1点差試合は3ポイント、1－0の試合ならさらに1ポイント」「サヨナラゲームは10ポイント、サヨナラが本塁打によるものならさらに5ポイント」「7試合制のシリーズが最終戦までもつれれば15ポイント」などというように、試合経過やシリーズの展開が一定の条件を満たすのに応じてポイントを付与することで、主観的ではなく定量的な評価を行った。その結果、その年の両リーグ優勝決定戦まで全262シリーズの平均が45ポイントのところ、今シリーズは132ポイントを獲得した。これは全シリーズ中6位、リーグ優勝決定戦に限れば1999年ナショナルリーグ（147.3ポイント）に次いで2位の高得点だった。